# Курбатська Світлана Сурунівна
Світлана Сурунівна Курбатська (нар. 1 січня 1938, село Ерзин, Тувинська Народна Республіка) — доктор географічних наук, професор, Заслужений діяч науки Республіки Тива, почесний працівник вищої професійної освіти Російської Федерації, директор Убсунурського міжнародного центру біосферних досліджень РАН.

## Біографія
Закінчила середню школу № 2 Кизила зі срібною медаллю. Після закінчення біолого-ґрунтового факультету МДУ за спеціальністю «Агрохімія», направлена в Тувинську землевпорядну експедицію інженером-ґрунтознавцем.
У 1963-1967 роках — декан створеного біолого-хімічного факультету Кизильського державного педагогічного інституту.
Захистила кандидатську дисертацію «Ґрунтовий покрив і біогеохімія міжгірних улоговин Туви» після навчання в очній аспірантурі на кафедрі Географії ґрунтів» МДУ під науковим керівництвом академіка Г. В. Добровольського.
У 1972-1980 роках — декан факультету початкового навчання Кизильського державного педагогічного інституту.
З 1980 року, з відкриттям в педінституті (нині Тувинський державний університет) спеціальності «Географія» працює на кафедрі географії. Доктор географічних наук (2003), професор (2010), заслужений працівник Республіки Тива (2003), заслужений діяч науки Республіки Тива (2005), голова тувинського республіканського відділення Російського географічного товариства (2001-2013), почесний професор Тувинського державного університету (2006), почесний професор Хунаньського інституту економічної географії (2000), член російсько-монгольської Змішаної комісії з управління транскордонною біосферною територією, директор Убсунурського міжнародного центру біосферних досліджень РАН з 1991 року.

## Наукові праці
Курбатська С.С. є автором понад 130 публікацій з проблем вивчення ландшафтів і екосистем.
- Kurbatskaya S. S. The Main Landscapes of Tuva and The Problems of Rational Land-Use // Cambridge University Mac Arthur Project for Environmental and Cultural Conservation in Inner Asia. Report 5. Cambridge. U.K., 1993. — P. 112—139.
- Курбатская С. С. Динамика экосистем степей и полупустынь Убсунурской котловины // Глобальный мониторинг и Убсунурская котловина: тр. IV междунар. симпоз. — М., 1996. — С. 23-26.
- Kurbatskaya S. S. Monitoring of the Uvs Nur Pitfall s Steppe Ecosystems// Biodiversity and Dynamics of Ecosystems in North-Eurasia: Сб. тр. междунар. конф. V. 5. Part 3: of North-eastern Asia (Novosibirsk. 21-26 Audust). — Novosibirsk, 2000. — Р. 47-48
- Курбатская С. С. Степные экосистемы Убсунурской котловины — природной биосферной лаборатории. Метод функциональной экологии. — Кызыл: РИО ТувГУ, 2001. — 104 с.
- Курбатская С. С. Функциональная количественная классификация травяных экосистем // Экосистемы внутренней Азии: Вопросы исследования и охраны: сб. науч. тр. — М., 2007. — С. 171—178.
- Курбатская С. С. Разработка научно обоснованной стратегии адаптации сельского хозяйства Республики Тыва к изменению климата. — Красноярск, 2011. — 66 с.

## Родина
Чоловік Курбатський Георгій Миколайович  (нар. 1936) — вчений-історик, фольклорист, професор, Заслужений працівник освіти Республіки Тива.